# Denis Carter
 (décembre 2023).
La mise en forme du texte ne suit pas les recommandations de Wikipédia : il faut le « wikifier ».
Les points d'amélioration suivants sont les cas les plus fréquents. Le détail des points à revoir est peut-être précisé sur la page de discussion.
- Les titres sont pré-formatés par le logiciel. Ils ne sont ni en capitales, ni en gras.
- Le texte ne doit pas être écrit en capitales (les noms de famille non plus), ni en gras, ni en italique, ni en « petit »…
- Le gras n'est utilisé que pour surligner le titre de l'article dans l'introduction, une seule fois.
- L'italique est rarement utilisé : mots en langue étrangère, titres d'œuvres, noms de bateaux, etc.
- Les citations ne sont pas en italique mais en corps de texte normal. Elles sont entourées par des guillemets français : « et ».
- Les listes à puces sont à éviter, des paragraphes rédigés étant largement préférés. Les tableaux sont à réserver à la présentation de données structurées (résultats, etc.).
- Les appels de note de bas de page (petits chiffres en exposant, introduits par l'outil «  Source ») sont à placer entre la fin de phrase et le point final[comme ça].
- Les liens internes (vers d'autres articles de Wikipédia) sont à choisir avec parcimonie. Créez des liens vers des articles approfondissant le sujet. Les termes génériques sans rapport avec le sujet sont à éviter, ainsi que les répétitions de liens vers un même terme.
- Les liens externes sont à placer uniquement dans une section « Liens externes », à la fin de l'article. Ces liens sont à choisir avec parcimonie suivant les règles définies. Si un lien sert de source à l'article, son insertion dans le texte est à faire par les notes de bas de page.
- La présentation des références doit suivre les conventions bibliographiques. Il est recommandé d'utiliser les modèles {{Ouvrage}}, {{Chapitre}}, {{Article}}, {{Lien web}} et/ou {{Bibliographie}}. Le mode d'édition visuel peut mettre en forme automatiquement les références.
- Insérer une infobox (cadre d'informations à droite) n'est pas obligatoire pour parachever la mise en page.

Pour une aide détaillée, merci de consulter Aide:Wikification.
Si vous pensez que ces points ont été résolus, vous pouvez retirer ce bandeau et améliorer la mise en forme d'un autre article.
Pour les articles homonymes, voir Carter.
Denis Victor Carter, Baron Carter (17 janvier 1932 - 18 décembre 2006) est un agriculteur britannique et un homme politique travailliste.

## Biographie
Carter est né à Elephant and Castle à Londres, où ses parents, Albert et Annie Carter, travaillent respectivement dans un entrepôt de thé et comme nettoyeur de bureau. Ils déménagent à Hove pour diriger une confiserie, et il fait ses études au collègue jésuite Xaverian de Brighton. Il fait le service national dans la zone du canal de Suez en Égypte de 1950 à 1952, puis étudie à l'East Sussex Institute of Agriculture et à l'Essex Institute of Agriculture, où il obtient un diplôme national en agriculture, remportant le Queen's Award pour les meilleures notes du pays. Il étudie à Oxford, obtenant un B.Litt. En 1957, il fonde Agricultural Accounting and Management (AKC Ltd), pour gérer la comptabilité d'un grand nombre de fermes, principalement dans le sud de l'Angleterre. En 1968, Carter fonde et travaille pendant 30 ans avec United Oléagineux, qui est devenu une opération commerciale agricole importante.
Carter se présente au Parlement pour Basingstoke aux élections générales de 1970, sans succès, battu par le conservateur David Mitchell.
Il est nommé «pair de travail» travailliste par Neil Kinnock et élevé à une pairie à vie en tant que baron Carter, de Devizes dans le comté de Wiltshire, le 23 mars 1987. Dans l'opposition, il est porte-parole du parti travailliste sur la sécurité sociale à la Chambre des lords de 1988 à 1990 et sur la santé de 1989 à 1992. Il est également whip de l'opposition de 1987 et whip en chef adjoint de 1990 à 1992.
Il est nommé capitaine des Gentlemen-at-Arms à la Chambre des lords lorsque le parti travailliste accède au pouvoir en 1997, le poste étant généralement attribué au whip en chef du gouvernement dans les Lords, et rejoint le Conseil privé du Royaume-Uni. Il préside le Comité des affaires rurales et de l'agriculture de la BBC pendant cinq ans à partir de 1985 et, en 1993, est nommé président du Conseil des coopératives du Royaume-Uni. En tant que whip en chef du gouvernement à la Chambre des lords, il participe aux négociations sur la réforme de la Chambre des lords qui ont abouti au compromis de la loi de 1999 sur la Chambre des Lords, qui retient 92 pairs héréditaires au cours de la première étape de la réforme.
En 2001, le journaliste d'investigation de Sky News, Gerard Tubb, révèle que l'entreprise agricole de Denis Carter est liée à la vente illégale de porcs nourris aux eaux grasses à un grand fournisseur de supermarchés. En 2002, Sky News montre une vidéo de porcs gardés dans des stalles pour truies dans la ferme du Wiltshire de l'entreprise, une pratique qui a été interdite au Royaume-Uni pendant son mandat au gouvernement. Il nie toute connaissance d'actes répréhensibles ou d'animaux gardés dans des stalles de sa ferme, mais il est révélé plus tard que quatre ans plus tôt, Janet Jones, l'épouse du chef de l'époque des Lords, Lord Richards, avait publié un journal décrivant les porcs gardés dans les mêmes étals à la ferme. Denis Carter perd son poste au gouvernement lors d'un remaniement ministériel deux mois plus tard en mai 2002.
Il est président de l'Institut de gestion agricole de 1996 à 1997, poste auquel il est revenu de 2002 à 2006.
Denis Carter épouse Teresa Greengoe en 1957; leurs deux enfants sont décédés avant lui, un fils Andrew à l'âge de 19 ans en 1982 et une fille Catherine à l'âge de 44 ans en 2004. À la suite de cela, les parents ont créé le Andrew and Catherine Carter Foundation Trust pour aider les personnes handicapées. Il est nommé membre honoraire de la Royal Society of Psychiatrists en reconnaissance de son travail pour les handicapés. Il est mort d'un Cancer.